# 美银证券集团
香港美银证券集团（BofA Securities, Inc.）是美国银行旗下企业与投资银行业务部门，前身美银美林集团（Bank of America Merrill Lynch）

## 公司历史
美国银行完全收购美林证券在2009年1月1日。 美国银行于2009年9月开始整合美银美林集团旗下公司及投资银行业务。
2010年4月，美银美林集团任命克里斯蒂安·迈斯纳（Christian Meissner）为欧洲、中东及非洲地区投资银行业务的主管。
2011年4月，美银美林集团将其旗下公司与投资银行业务整合为一个单独的部门。
2013年10月，美银美林集团被《银行家》“投资银行奖” 之年度最具创新力的投资银行。

## 运营状况
出全球总部之外，美银美林集团还划分为三个区域总部：
1. 亚太地区总部： 香港特別行政區長江集團中心
2. 欧洲、中东及非洲地区总部： 英国伦敦市美银美林中心
3. 美加及拉美地区总部： 美国纽约市美银大厦

注：全球总部与美加及拉美地区总部在一处办公。

## 市占率
美银美林集团在2010年取得了全球投资银行中第二高的收入，占据全球市占率的6.8%。 当年，它在杠杆投资和资产抵押证券方面的收入位居全球投资银行之首。
2011年，美银美林集团保持了它在全球投资银行中收入第二的排名（仅次于摩根大通），全球市场份额上升至7.4%。

## 美林台灣新勢力港元指數
美林台灣新勢力港元指數（Merrill Lynch Taiwan New Opportunities HKD Index），是由美林於2006年設立，指數是由台灣證券交易所上市34隻成份股組成。指數成分股將由美林研究部分析師每年檢討兩次（三月及九月），並可能在若干其他時間作出檢討，並以港元結算。
其中國泰金控、兆豐金控、富邦金控比重最大。

## 在此公司工作过的著名人士
- 李振智
- 馮紹東
- 胡霽光
- 任克英